# Majavasaari (ö i Lappland, Östra Lappland, lat 66,56, long 29,06)
Majavasaari är en ö i Finland.   Den ligger i den ekonomiska regionen  Östra Lapplands ekonomiska region  och landskapet Lappland, i den nordöstra delen av landet, 700 km norr om huvudstaden Helsingfors.